# زلزال كرمان 2017
زلزال كرمان 2017 هو زلزال ضرب شرق إيران في محافظة كرمان بتاريخ 1 ديسمبر 2017. مركز الزلزال السطحي كان على بعد 58 كيلومتر شمال شرق مدينة كرمان، تركيز الزلزال على عمق 10 كيلومترات. الزلزال الأساسي كان بقوة 6.1 على مقياس ريختر، ونتج عنه هزتان ارتداديتان بقوة 5.1 و4.
نتج عن الزلزال انهيار العديد من البنايات أدت إلى قطع الطرق. وتم تحديد عدد المصابين مبدئيا ب51 مصاب.